# Mount Tilley, British Columbia
Mount Tilley är ett berg i Kanada.   Det ligger i provinsen British Columbia, i den södra delen av landet, 3 200 km väster om huvudstaden Ottawa. Toppen på Mount Tilley är 2 610 meter över havet, eller 508 meter över den omgivande terrängen. Bredden vid basen är 3,9 km.
Terrängen runt Mount Tilley är huvudsakligen bergig, men den allra närmaste omgivningen är kuperad. Trakten runt Mount Tilley är nära nog obefolkad, med mindre än två invånare per kvadratkilometer.. Närmaste större samhälle är Revelstoke, 12,6 km nordost om Mount Tilley. 
Trakten runt Mount Tilley består i huvudsak av gräsmarker.